# Eardisland
Eardisland is een civil parish in het bestuurlijke gebied [[civil parish]], in het Engelse graafschap Herefordshire met 502 inwoners.